# Michelle French
Michelle Ann French (Fort Lewis, Washington, 1977. január 27. –) amerikai labdarúgóedző, 2018 óta a Portland Pilots vezetőedzője.
A Kennedy High Schoolba járt, ahol elnyerte az All-America elismerést. 2010. június 5-én a Seattle Sounders FC aranysálat adományozott neki.

## Játékosként

### Egyetemi
1995 és 1999 között a Portlandi Egyetem kezdőjátékosa volt. A csapat háromszor szerepelt a legjobb négy között, emellett French elnyerte az All-America elismerést.
1997-ben és 1998-ban jelölték a Herman-trófeára.

### Klub
2001-ben a WUSA-beli Washington Freedom, 2002–2003-ban pedig a San Jose CyberRays játékosa volt.
2004-ben, valamint 2006 és 2009 között a Sound FC-ben játszott.

### Nemzetközi
1994 és 1999 között az U21-es válogatott játékosa, 1997 és 1999 között pedig csapatkapitánya volt. 1997-ben és 1999-ben megnyerték az Északi kupát.
1997. május 11-én a női nemzeti válogatott tagjaként Anglia ellen játszott.

## Edzőként
2012-ben két évre a Sound FC-hez szerződött. 2013 februárjában az U20-as válogatott edzőjeként a USSF munkatársa lett, ahol az U17-es és U18-as csapatokkal is együtt dolgozott. Ő készítette fel az U20-as csapatot a 2014-es kanadai és a 2016-os pápuai világbajnokságra. 2017 februárjában a női nemzeti válogatott társedzője, december 15-én pedig a Portland Pilots csapatának vezetőedzője lett.

## Fordítás
- Ez a szócikk részben vagy egészben  a   Michelle French című angol Wikipédia-szócikk ezen változatának fordításán alapul.  Az eredeti cikk szerkesztőit annak laptörténete sorolja fel. Ez a jelzés csupán a megfogalmazás eredetét és a szerzői jogokat jelzi, nem szolgál a cikkben szereplő információk forrásmegjelöléseként.